# All in (film)
 For alternative betydninger, se All In.
All in er en dokumentarfilm instrueret af Dejan Cukic og Claus 'Cato' Nielsen.

## Handling
Efter at have snust til pokermiljøet som del af Team Unibet fik Dejan Cukic ideen om at dokumentere sin tur sammen med blandt andre Thomas Bo Larsen, Dan Rachlin og Robert Hansen til World Series of Poker.